# Christian Bernreiter
Christian Bernreiter (ur. 7 kwietnia 1964 w Straubingu) – niemiecki polityk i przedsiębiorca, działacz Unii Chrześcijańsko-Społecznej (CSU), deputowany do Landtagu Bawarii, minister w rządzie Bawarii.

## Życiorys
W 1983 zdał egzamin maturalny. Następnie studiował budowę maszyn na Uniwersytecie Technicznym w Monachium (1983–1985), a w latach 1985–1989 specjalizował się w budownictwie stalowym na monachijskiej Wyższej Szkole Zawodowej, gdzie w 1990 uzyskał dyplom inżyniera w zakresie budownictwa stalowego i inżynierii spawalniczej. W 1990 rozpoczął pracę w rodzinnym przedsiębiorstwie Metallbau Bernreiter, które w 1997 przejął i do 2002 prowadził jako właściciel i dyrektor zarządzający.
Zaangażował się w działalność polityczną w ramach Unii Chrześcijańsko-Społecznej. W 1980 wstąpił do Młodej Unii, a w 1982 został członkiem CSU. W latach 1990–2002 był radnym gminy Markt Hengersberg, a od 1990 do 2002 oraz ponownie od 2022 zasiada w radzie powiatu Deggendorf. W latach 1999–2015 pełnił funkcję przewodniczącego struktur powiatowych CSU w Deggendorfie. Od 2002 do 2022 sprawował urząd starosty powiatu Deggendorf. W 2014 wszedł w skład zarządu krajowego CSU. W latach 2014–2022 był prezydentem Bawarskiego Związku Powiatów oraz członkiem prezydium Niemieckiego Związku Powiatów.
W 2023 został wybrany do Landtagu Bawarii, a także objął funkcję przewodniczącego struktur CSU w rejencji Dolna Bawaria. Od 23 lutego 2022 sprawuje urząd bawarskiego ministra ds. mieszkalnictwa, budownictwa i transportu. Od 2 marca 2022 jest również zastępczym członkiem Bundesratu.